# Битва при Маніакі
Битва при Маніакі відбулася 20 травня 1825 року біля Маніакі, Греції між османськими єгипетськими військами на чолі з Ібрагімом — пашею і грецькими військами під керівництвом Папафлессас.
У битві перемогли єгипетські війська. Обидва грецькі полководці, Папафлессас і П'єрос Войдіс, були вбиті в цьому бою.

## Битва

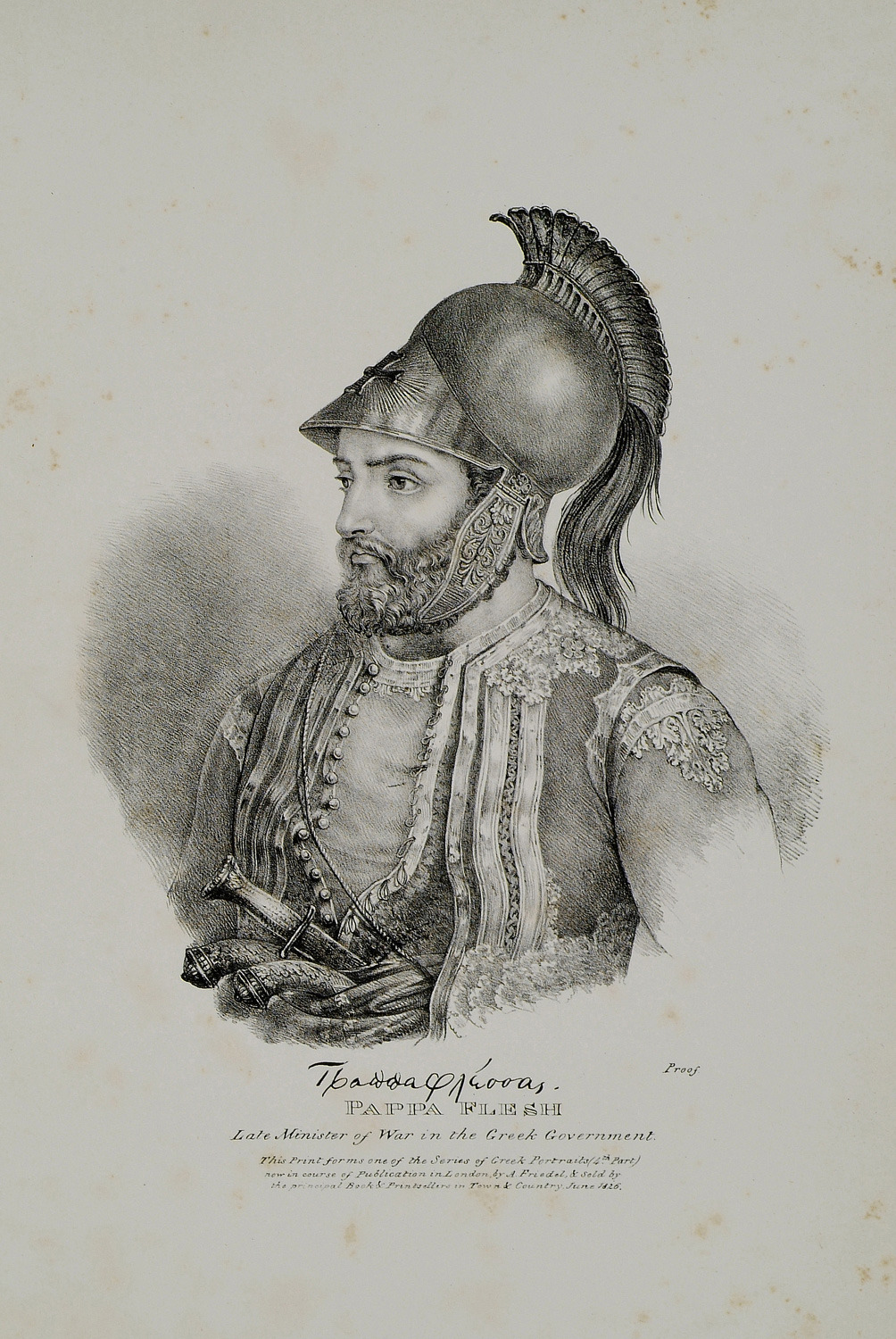
Після його смерті Папафлессас став великим зразком героїзму для греків.

Після грецької поразки у Сфактрії та падіння Неокастро Папафлессас вирішив дати відсіч єгиптянам. На чолі 3000 грецьких солдатів Папафлессас рушив на південь, щоб образити Ібрагіма. Він вирішив розташувати свої війська біля гори Малія, щоб мати хороший вид на рівнину біля Наваріно. З вибраної позиції Папафлессас чекав на сили Ібрагіма. У ніч з 19 на 20 травня, побачивши величезні війська Ібрагіма, багато греків з ряду Папафлессаса дезертували. Лише половина грецьких військ залишилася на своїх позиціях з Папафлессасом та П'єросом Войдісом.
Ібрагім, особисто очолюючи війська чисельністю понад 6000 солдатів, просунувся до грецьких позицій. Філіпс називає єгипетські сили "незліченними".  Папафлессас виголосив красномовну промову, піднявши моральний дух греків, які вирішили залишитися і битися. Греки міцно трималися на своїх позиціях, коли єгиптяни армії Ібрагіма атакували, але врешті-решт були розгромлені. Після битви значна частина греків (800 або 1000 осіб, включаючи Папафлессаса) та чотириста єгиптян загинули. Голова і тіло Папафлессаса були вилучені й поставлені вертикально на стовпі; не в безчесті, а як знак поваги до мужнього ворога. Згідно з легендою, Ібрагім навіть поцілував його в голову і сказав: "Якби всі греки були схожі на нього, я б не брав на себе відповідальність за цю кампанію".

## Наслідки
Попри поразку Папафлессаса, сама битва допомогла зміцнити моральний дух інших греків і сприяти руху за незалежність Греції. 